# Alain Whyte
Alain Whyte, född 3 juli 1967, är en brittisk musiker. Han är mest känd som gitarrist och låtskrivare åt Morrissey. Han ingick i Morrisseys band från 1991 till 2004. Han slutade i Morrisseys liveband av hälsoskäl 2004, men fortsatte som studiomusiker och låtskrivare åt Morrissey till 2009. Han skrev en stor andel av Morrisseys musik från Your Arsenal (1992) till Years of Refusal (2009). Han har även varit låtskrivare åt bl.a. Madonna och The Black Eyed Peas, samt givit ut musik som soloartist. 
Sommaren 2021 meddelade Whyte att han åter samarbetade med Morrissey. Sedan maj 2022 ingår han åter igen som gitarrist i Morrisseys liveband.